# Santiago Sacatepéquez
Santiago Sacatepéquez («Santiago»: en honor a santo patrono Santiago Apóstol; «Sacatepéquez»: del náhuatl, significa «en el cerro de pasto») es un municipio del departamento de Sacatepéquez de la región sur-occidente de la República de Guatemala.
Durante la época colonial fue una doctrina de los frailes dominicos, hasta que estos tuvieron que entregar sus reducciones al clero secular en 1754.
Luego de la Independencia de Centroamérica en 1821, el Estado de Guatemala estableció circuitos y distritos para la impartición de justicia por medio de juicios de jurados en 1825 y el poblado de Santiago Sacatepéquez se incluyó al circuito de la Antigua en el Distrito N.º8 (Sacatepéquez). 
Es conocido por su Festival de barriletes gigantes que se celebra el 1 de noviembre de cada año.

## Toponimia
Muchos de los nombres de los municipios y poblados de Guatemala constan de dos partes: el nombre del santo católico que se venera el día en que fueron fundados y una descripción con raíz náhuatl; esto se debe a que las tropas que invadieron la región en la década de 1520 al mando de Pedro de Alvarado estaban compuestas por soldados españoles y por indígenas tlaxcaltecas y cholultecas. Así pues, el poblado recibió el nombre de Santiago en honor a su santo patrono, Santiago el Mayor, mientras que el topónimo «Sacatepéquez» se deriva de los vocablos en náhuatl «sacat» (español: «hierba»), «tepē-» «(español: cerro, montaña)» y «-k»(español: «en») y quiere decir «cerro cubierto de hierba».

## Demografía
La población total de Santiago Sacatepéquez en el 2021 es de 36, 982; de estos, 82% viven en la parte urbana y 18% en la parte rural; el 71% habitantes de Santiago son mayores de 15 años.  El municipio tiene una densidad de 2,465 habitantes/km².  
- Grupos étnicos: el municipio tiene una población kaqchikel con un porcentaje de 82% y el resto que es el 17% es de población ladina.
- Comida Típica: El pulique de res, acompañado con tamalitos de maíz y estofado de carne de res con recado colorado y mezclado con verduras como ejote y güisquil, que se acompaña con arroz y tortillas negras.
- Idioma: los idiomas predominantes en Santiago Sacatepéquez son el español y kaqchikel.

### Distribución de pobreza general y pobreza extrema
Santiago posee un 49% de pobreza y 6.6 de pobreza extrema, está situado con un índice de desarrollo humano de 0.704. 

### Tipo de Viviendas

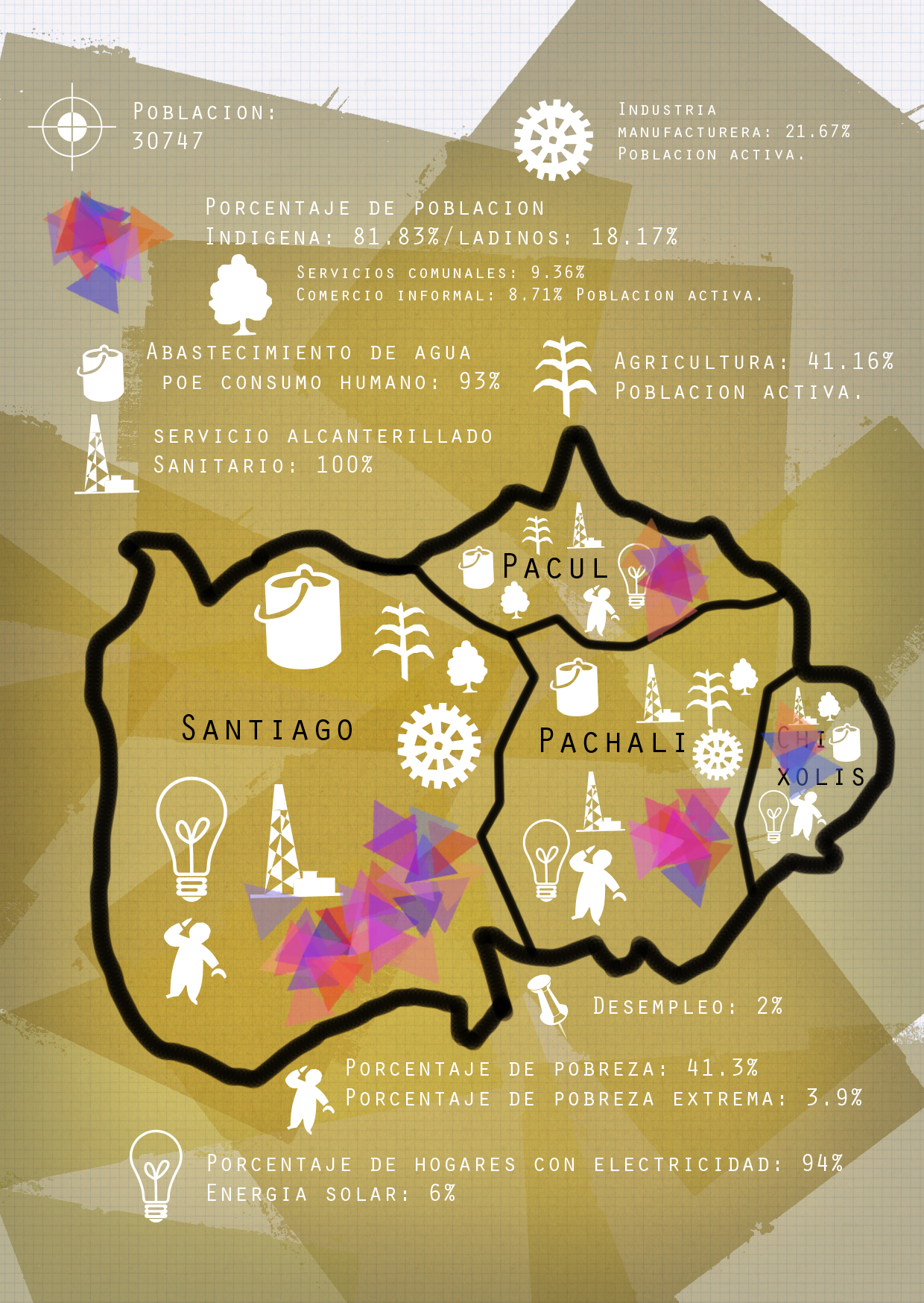
Mapa cualitativo que muestra diversas variables sobre el estado actual del municipio de Santiago Sacatepéquez.

Las viviendas en el municipio son construidas principalmente por block seguidas por lámina metálica, madera lapa y ladrillo principalmente. El 93% de las viviendas son abastecidas con agua clorada de los nacimientos de agua y pozos mecánicos. El 98.49% de los hogares cuentan con servicio de recolección de las aguas servidas de tipo mixto y el 100% de los hogares poseen letrinas o inodoro.

## Geografía física
El municipio de Santiago Sacatepéquez tiene una extensión territorial de 15 km².

### Accidentes geográficos
- Montañas: El Rejón, San Rafael.
- Ríos: Chiplátanos, Chinimayá, Sumpango, Xaltayá.
- Riachuelos: Chaquijchoy, Chitzirín, Frijolillo, Paquisotz.
- Quebradas: Canacán, Cruz de Piedra, Chiponquin.

### Clima
La cabecera municipal de Santiago Sacatepéquez tiene clima templado (Clasificación de Köppen: Csb).
| Parámetros climáticos promedio de Santiago Sacatepéquez | Parámetros climáticos promedio de Santiago Sacatepéquez | Parámetros climáticos promedio de Santiago Sacatepéquez | Parámetros climáticos promedio de Santiago Sacatepéquez | Parámetros climáticos promedio de Santiago Sacatepéquez | Parámetros climáticos promedio de Santiago Sacatepéquez | Parámetros climáticos promedio de Santiago Sacatepéquez | Parámetros climáticos promedio de Santiago Sacatepéquez | Parámetros climáticos promedio de Santiago Sacatepéquez | Parámetros climáticos promedio de Santiago Sacatepéquez | Parámetros climáticos promedio de Santiago Sacatepéquez | Parámetros climáticos promedio de Santiago Sacatepéquez | Parámetros climáticos promedio de Santiago Sacatepéquez | Parámetros climáticos promedio de Santiago Sacatepéquez |
| Mes                                                     | Ene.                                                    | Feb.                                                    | Mar.                                                    | Abr.                                                    | May.                                                    | Jun.                                                    | Jul.                                                    | Ago.                                                    | Sep.                                                    | Oct.                                                    | Nov.                                                    | Dic.                                                    | Anual                                                   |
| ------------------------------------------------------- | ------------------------------------------------------- | ------------------------------------------------------- | ------------------------------------------------------- | ------------------------------------------------------- | ------------------------------------------------------- | ------------------------------------------------------- | ------------------------------------------------------- | ------------------------------------------------------- | ------------------------------------------------------- | ------------------------------------------------------- | ------------------------------------------------------- | ------------------------------------------------------- | ------------------------------------------------------- |
| Temp. máx. media (°C)                                   | 20.2                                                    | 21.4                                                    | 22.7                                                    | 23.5                                                    | 22.5                                                    | 21.0                                                    | 21.0                                                    | 21.6                                                    | 20.9                                                    | 20.3                                                    | 20.3                                                    | 20.3                                                    | 21.3                                                    |
| Temp. media (°C)                                        | 14.7                                                    | 15.5                                                    | 16.6                                                    | 17.7                                                    | 17.5                                                    | 17.0                                                    | 16.7                                                    | 16.9                                                    | 16.6                                                    | 16.0                                                    | 15.4                                                    | 14.9                                                    | 16.3                                                    |
| Temp. mín. media (°C)                                   | 9.2                                                     | 9.6                                                     | 10.5                                                    | 11.9                                                    | 12.6                                                    | 13.0                                                    | 12.5                                                    | 12.3                                                    | 12.4                                                    | 11.8                                                    | 10.6                                                    | 9.6                                                     | 11.3                                                    |
| Precipitación total (mm)                                | 7                                                       | 5                                                       | 5                                                       | 39                                                      | 132                                                     | 290                                                     | 231                                                     | 204                                                     | 268                                                     | 146                                                     | 37                                                      | 9                                                       | 1373                                                    |
| Fuente: Climate-Data.org                                |                                                         |                                                         |                                                         |                                                         |                                                         |                                                         |                                                         |                                                         |                                                         |                                                         |                                                         |                                                         |                                                         |

### Ubicación geográfica
Santiago Sacatepéquez está en el departamento de Sacatepéquez y sus colindancias son:
- Norte: 
  - San Pedro Sacatepéquez, municipio del departamento de Guatemala
  - Sumpango, municipio del departamento de Sacatepéquez
- Sur: San Bartolomé Milpas Altas y San Lucas Sacatepéquez, municipios del departamento de Sacatepéquez
- Este: Mixco, municipio del departamento de Guatemala[7]
- Oeste: Santo Domingo Xenacoj, municipio del departamento de Sacatepéquez

|                              | Norte: San Pedro Sacatepéquez Sumpango                 |             |
| Oeste: Santo Domingo Xenacoj |                                                        | Este: Mixco |
|                              | Sur: San Bartolomé Milpas Altas San Lucas Sacatepéquez |             |

## Gobierno municipal
Los municipios se encuentran regulados en diversas leyes de la República, que establecen su forma de organización, lo relativo a la conformación de sus órganos administrativos y los tributos destinados para los mismos.  Aunque se trata de entidades autónomas, se encuentran sujetos a la legislación nacional y las principales leyes que los rigen desde 1985 son:
| N.º | Ley                                                | Descripción |
| --- | -------------------------------------------------- | --- |
| 1   | Constitución Política de la República de Guatemala | Tiene una regulación legal específica para los municipios en los artículos 253 al 262. |
| 2   | Ley Electoral y de Partidos Políticos              | Ley de carácter constitucional aplicable a los municipios en el tema de la conformación de sus autoridades electas. |
| 3   | Código Municipal                                   | Decreto 12-2002 del Congreso de la República de Guatemala. Tiene la categoría de ley ordinaria y contiene preceptos generales aplicables a todos los municipios, e inclusive contiene legislación referente a la creación de los municipios.             |
| 4   | Ley de Servicio Municipal                          | Decreto 1-87 del Congreso de la República de Guatemala. Regula las relaciones entra la municipalidad y los servidores públicos en materia laboral. Tiene su base constitucional en el artículo 262 de la constitución que ordena la emisión de la misma. |
| 5   | Ley General de Descentralización                   | Decreto 14-2002 del Congreso de la República de Guatemala. Regula el deber constitucional del Estado, y por ende del municipio, de promover y aplicar la descentralización y desconcentración económica y administrativa.                                |

El gobierno de los municipios está a cargo de un Concejo Municipal mientras que el código municipal —ley ordinaria que contiene disposiciones que se aplican a todos los municipios— establece que «el concejo municipal es el órgano colegiado superior de deliberación y de decisión de los asuntos municipales […] y tiene su sede en la circunscripción de la cabecera municipal»; el artículo 33 del mencionado código establece que «[le] corresponde con exclusividad al concejo municipal el ejercicio del gobierno del municipio».
El concejo municipal se integra con el alcalde, los síndicos y concejales, electos directamente por sufragio universal y secreto para un período de cuatro años, pudiendo ser reelectos.
Existen también las Alcaldías Auxiliares, los Comités Comunitarios de Desarrollo (COCODE), el Comité Municipal del Desarrollo (COMUDE), las asociaciones culturales y las comisiones de trabajo. Los alcaldes auxiliares son elegidos por las comunidades de acuerdo a sus principios y tradiciones, y se reúnen con el alcalde municipal el primer domingo de cada mes, mientras que los Comités Comunitarios de Desarrollo y el Comité Municipal de Desarrollo organizan y facilitan la participación de las comunidades priorizando necesidades y problemas.

## Historia
El poblado de Santiago Sacatepéquez es uno de los más antiguos que tiene el departamento de Sacatepéquez, pues existe desde la  época precolombina.[cita requerida]

### Época colonial
No se tiene conocimiento exacto de cuando se fundó el poblado moderno, pero se dice que fue fundado a mediados del siglo xvi entre las décadas de 1540 a 1550.
Reportan los habitantes ancianos en tradición oral, que antiguamente se ubicaba el poblado en el lugar conocido como «Las Tres Cruces», donde actualmente se encuentra la bifurcación entre los caminos que conducen a San Pedro Sacatepéquez, a la aldea San José Pacul (Santiago Sacatepéquez) y a las cabecera municipal de Santiago Sacatepéquez, distando tres kilómetros de la ubicación actual del poblado.
Debido al frío intenso decidieron buscar otro lugar cuyo clima fuera templado. Cuentan que varios indígenas encontraron el lugar indicado, cierto día que salieron a buscar bejucos, y al caminar sintieron que el clima cambiaba, por lo que esparcieron la noticia y en masa, la población se trasladó al lugar encontrado; donde el municipio se localiza actualmente. El pueblo de Santiago Sacatepéquez era desde la época colonial sumamente importante, se conoce que fue fundado por los españoles con el nombre que actualmente tiene, aproximadamente entre los años 1540 a 1550.
Los españoles fundaron el poblado con el nombre de «Santiago Sacatepéquez» en honor a Santiago Apóstol y con el nombre del valle en donde se ubicaba. El valle de Sacatepéquez colindaba al oeste con el de Xilotepeque, al norte con los de Mixco y de las Vacas, y por el sur y este con la provincia de Chiquimula. El poblado es conocido por su clima frío desde la antigüedad; el fraile irlandés Thomas Gage escribió lo siguiente:
| «Hay cuatro pueblos considerables; el primero se llama Santiago, donde hay quinientas familias; el segundo San Pedro que tiene seiscientas; el tercero San Juan, que tiene otras tantas; y el cuarto Santo Domingo de Senacao, donde puede haber cerca de trescientas familias. Estos cuatro poblados son muy ricos; el clima es muy frío en los dos primeros, pero en los otros dos es mas caliente. En sus alrededores hay muchas haciendas, donde se cosecha mucho trigo y maíz. Aquellos indios tienen más valor que los de otros pueblos, y en mi tiempo estuvieron cerca de sublevarse contra los españoles porque los trataban mal. Lo españoles aquí son extremadamente ricos». —Thomas Gage, 1648 |

Gage revela en las primeras líneas que el municipio de Santiago Sacatepéquez era uno de los asentamientos más poblados y ricos que tenía la Capitanía General de Guatemala, región que él visitó de 1625  a 1637. También revela que tanto el poblado de Santiago Sacatepéquez como el de San Juan Sacatepéquez eran de clima muy frío.

### Doctrina de los dominicos

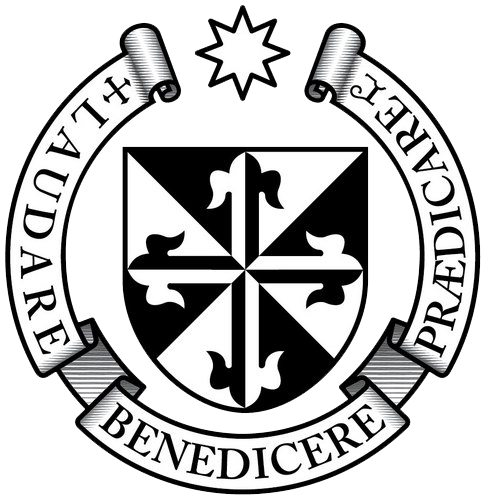
Escudo de la Orden de Predicadores.

La corona española se enfocó en la catequización de los indígenas; las congregaciones fundadas por los misioneros reales en el Nuevo Mundo fueron llamadas «doctrinas de indios» o simplemente «doctrinas». Originalmente, los frailes tenían únicamente una misión temporal: enseñarle la fe católica a los indígenas, para luego dar paso a parroquias seculares como las establecidas en España; con este fin, los frailes debían haber enseñado los evangelios y el idioma español a los nativos. Ya cuando los indígenas estuvieran catequizados y hablaran español, podrían empezar a vivir en parroquias y a contribuir con el diezmo, como hacían los peninsulares.
Pero este plan nunca se llevó a cabo, principalmente porque la corona perdió el control de las órdenes regulares tan pronto como los miembros de éstas se embarcaron para América. Por otra parte, protegidos por sus privilegios apostólicos para ayudar a la conversión de los indígenas, los misionares solamente atendieron a la autoridad de sus priores y provinciales, y no a la de las autoridades españolas ni a las de los obispos. Los provinciales de las órdenes, a su vez, únicamente rendían cuentas a los líderes de su orden y no a la corona; una vez habían establecido una doctrina, protegían sus intereses en ella, incluso en contra de los intereses del rey y de esta forma las doctrinas pasaron a ser pueblos de indios que se quedaron establecidos para todo el resto de la colonia.
Las doctrinas fueron fundadas a discreción de los frailes, ya que tenían libertad completa para establecer comunidades para catequizar a los indígenas, con la esperanza de que estas pasaran con el tiempo a la jurisdicción de una parroquia secular a la que se le pagaría el diezmo; en realidad, lo que ocurrió fue que las doctrinas crecieron sin control y nunca pasaron al control de parroquias. La administración colectiva por parte del grupo de frailes eran la característica más importante de las doctrinas ya que garantizaba la continuación del sistema de la comunidad en caso falleciese uno de los dirigentes.

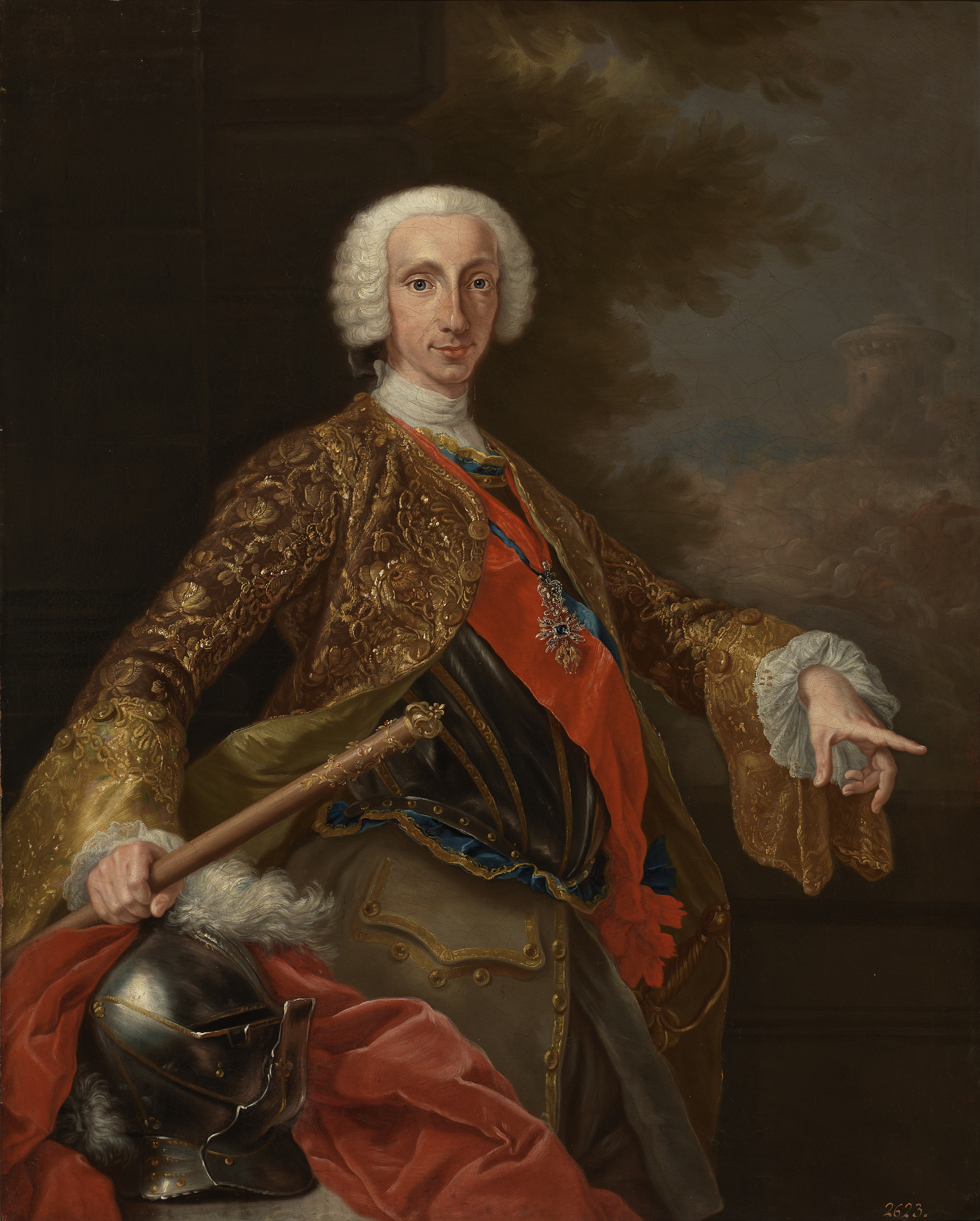
Rey Carlos III de España, promotor de las reformas borbónicas.

En 1638, los dominicos separaron a sus grandes doctrinas —que les representaban considerables ingresos económicos— en grupos centrados en sus seis conventos: Los conventos estaban en: la ciudad de Santiago de los Caballeros de Guatemala, Amatitlán, Verapaz, Sonsonate, San Salvador y Sacapulas. Específicamente el convento de la Ciudad de Santiago de los Caballeros de Guatemala, la doctrina abarcaba los poblados de Chimaltenango, Jocotenango, Sumpango, San Juan Sacatepéquez, San Pedro Sacatepéquez, Santiago Sacatepéquez, Rabinal, San Martín Jilotepeque, Escuintla, Milpas Altas, Milpas Bajas, San Lucas Sacatepéquez, y el Barrio de Santo Domingo en la ciudad.
| Convento                                | Doctrinas |
| --------------------------------------- | --- |
| Santiago de los Caballeros de Guatemala | - Chimaltenango - Jocotenango - Sumpango - San Juan Sacatepéquez - San Pedro Sacatepéquez - Santiago Sacatepéquez - Rabinal - San Martín Jilotepeque - Escuintla - Milpas Altas - Milpas Bajas - San Lucas Sacatepéquez - Barrio de Santo Domingo |

En 1754, en virtud de una Real Cédula parte de las Reformas Borbónicas, todos los curatos de las órdenes regulares fueron traspasados al clero secular.  En 1765 se publicaron las reformas borbónicas de la Corona española, que pretendían recuperar el poder real sobre las colonias y aumentar la recaudación fiscal. Con estas reformas se crearon los estancos para controlar la producción de las bebidas embriagantes, el tabaco, la pólvora, los naipes y el patio de gallos. La real hacienda subastaba el estanco anualmente y un particular lo compraba, convirtiéndose así en el dueño del monopolio de cierto producto. Ese mismo año se crearon cuatro subdelegaciones de la Real Hacienda en San Salvador, Ciudad Real, Comayagua y León y la estructura político administrativa de la Capitanía General de Guatemala cambió a quince provincias:
Además de esta redistribución administrativa, la corona española estableció una política tendiente a disminuir el poder de la Iglesia católica, el cual hasta ese momento era prácticamente absoluto sobre los vasallos españoles. Esta política de disminución de poder de la iglesia se basaba en la Ilustración
En 1766 intentaron unirse las alcaldías mayores de Chimaltenango y Sacatepéquez, pero que no pudo mantenerse la unión por lo que ambas permanecieron separadas hasta 1825.
El área que ocupa el moderno municipio fue reconocido como un lugar próspero y rico por muchos personajes históricos como el cronista hispano-guatemalteco Francisco Antonio de Fuentes y Guzmán en 1690, y el arzobispo de Guatemala Pedro Cortés y Larraz en 1770.

### Tras la Independencia de Centroamérica
Luego de la Independencia de Centroamérica en 1821, el Estado de Guatemala estableció circuitos y distritos para la impartición de justicia por medio de juicios de jurados en 1825.  Santiago Sacatepéquez fue adjudicado al circuito de la Antigua en el Distrito N.º8 (Sacatepéquez), el cual también incluía a la Antigua Guatemala, San Cristóbal Alto, San Miguel Milpas Altas, Santa Ana, Magdalena, San Juan Cascón, Santa Lucía, Santo Tomás, Embaulada, San Bartolomé, San Mateo, San Lucas, Pastores, Cauque, Jocotenango, San Felipe, Ciudad Vieja, San Pedro Las Huertas, Alotenango, San Lorenzo, San Antonio, Dueñas, Zamora, Urías, Santa Catalina, San Andrés y San Bartolomé Aguas Calientes, Santa María y San Juan del Obispo.

## Educación
| Nivel         | Hombres (%) | Mujeres (%) |
| ------------- | ----------- | ----------- |
| Preprimaria   | 52.2        | 51.7        |
| Primaria      | 93.1        | 93.5        |
| Nivel básico  | 33.9        | 28.0        |
| Diversificado | 1.6         | 1.2         |

| Hombres (%) | Mujeres (%) |
| ----------- | ----------- |
| 89.8        | 73.8        |

| Población urbana (%) | Población rural (%) |
| -------------------- | ------------------- |
| 25                   | 53                  |

## Economía
Cuenta con el respaldo de la producción agrícola, teniendo entre estos productos frijol, maíz, trigo, hortalizas, duraznos, ciruelas, chile, mora, frambuesas, rosas, etc. También cuenta con producción artesanal, que está compuesta por la fabricación de trajes típicos de algodón, productos de jarcia y hierro.

## Costumbres y tradiciones

### Fiesta Patronal
Esta fiesta se celebra en honor al apóstol Santiago, siendo el 25 de julio el día principal. El comité encargado para esta celebración, prepara un programa social, cultural y deportivo para que la comunidad participe en los actos festivos.
El programa de celebración regularmente consta de actividades culturales como la elección de la «Señorita Santiago», «Señorita Deporte», «madrina de la Agricultura» y «Señorita Amistad». Estas elecciones son realzadas con una programación especial para la noche de elección culminando con un baile de coronación.
También una de las principales tradiciones de Santiago Sacatepéquez se celebra el 1 de noviembre. El día de los difuntos los pobladores de este municipio suelen visitar las recién pintadas tumbas de sus antepasados para orar y depositar allí ofrendas florales.
Durante toda la mañana y primeras horas de la tarde, los varones adultos, los jóvenes y niños acuden al cementerio, llevando gigantescos barriletes de variados colores y formas que se hacen de papel de China y gruesas varas de Castilla. Antes de lanzar los barriletes, los niños se encargan de sostenerlos verticalmente apoyándose sobre el piso en espera de que se les dé la orden de soltarlos. 
El objetivo fundamental, de esta bella costumbre es puramente religioso, pues los pobladores creen que es un lazo de comunicación entre las almas de los seres queridos que se encuentran fallecidos, y que en esos días visitan a sus familiares en la tierra.

### Festival de Barriletes Gigantes

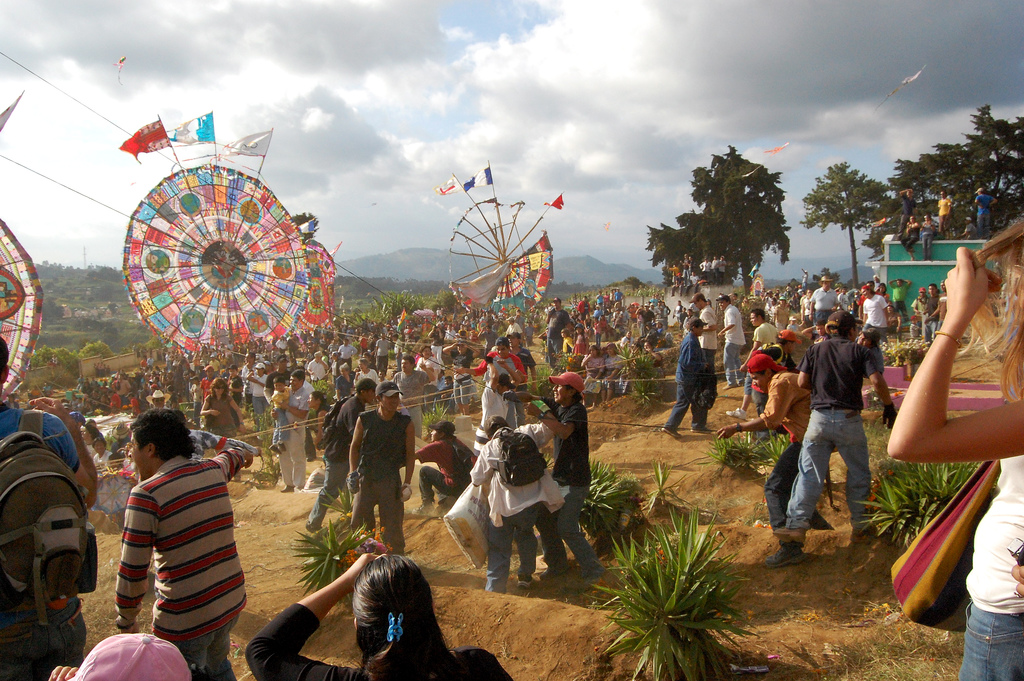
Festival en 2007.

La principal tradición de Santiago Sacatepéquez es el Festival de Barriletes Gigantes que se celebra el 1 de noviembre, que es un concurso que se trata de volar barriletes gigantes de colores y estructuras pintoréscas. Es por eso que el municipio de Santiago Sacatepéquez es apodado La cuna de los Barriletes Gigantes. La razón principal que se celebre en el Día de los muertos es porque los pobladores del municipio suelen visitar las tumbas recién pintadas de sus antepasados para orar y depositar flores. 
Los participantes son en su mayoría niños de edad de diez años quienes se preparan para volarlos verticalmente y hasta que oficialmente comience la competencia, vuelan los barriletes en distintas formas. Gana el último barrilete que quede en el aire y a mayor distancia.[cita requerida]
Es una tradición religiosa y cultural que fue reconocido como patrimonio cultural de Guatemala por el Ministerio de Cultura y Deportes el 30 de octubre de 1999. También recibió la Orden del Patrimonio Cultural por el presidente Óscar Berger Perdomo.[cita requerida]